# Antônio Rogério Coimbra (militar)
Antônio Rogério Coimbra (Pernambuco, 2 de dezembro de 1900 — , ) foi um político e militar brasileiro.
Ingressou na escola naval em 1919, e foi um dos participantes da Revolução de 1930. 
Com a deposição do Presidente do Brasil Washington Luís assumiu a junta governativa do Pará, juntamente com Mário Chermont e Otávio Ismaelino Sarmento de Castro, de 28 de outubro a 12 de novembro de 1930. Posteriormente foi interventor federal do Amazonas, de 1931 até 8 de setembro de 1933.